# مستنبت

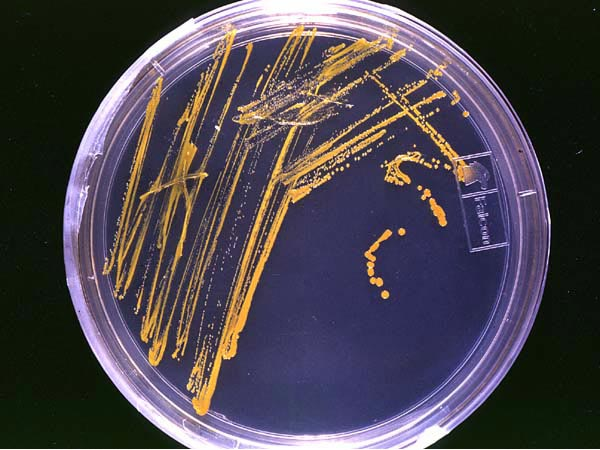
طبق من الأجار كمثال عن المستنبت المغذي حيث تلاحظ بأن اللون البرتقالي هو عبارة عن نمو للمستعمرات البكتيرية

الوسط المغذي أو البيئة المغذية أو المستنبت (بالإنجليزية: Medium or Culture Medium)‏: وهي المادة أو مجموعة المواد التي تحتوي على جميع المكونات الضرورية لنمو الكائنات الحية الدقيقة حيث توفر ظروفًا مشابهة للظروف التي ينمو فيها الكائن في الطبيعة. إما أن يكون الوسط سائل أو صلب على شكل جل، ويستخدم لتنمية الأحياء الدقيقة أو الخلايا أو النباتات الصغيرة.
هنالك نوعان رئيسيان من الأوساط، أحدهما يستخدم للمزرعة الخلوية، والتي تستخدم عدة أنواع من الخلايا المحضرة من الحيوانات أو النباتات؛ والآخر لمزرعة الأحياء الدقيقة، والتي تستخدم لتنمية البكتيريا والخمائر. تكون الأوساط المغذية للأحياء الدقيقة إما على شكل مرق مغذي أو أطباق صلبة من الآغار بعض الأحياء الدقيقة تكون حساسة وتتطلب بيئات معقدة من الاحتياجات الغذائية، فعلى سبيل المثال تكون الفيروسات مجبرة على العيش بشكل طفيلي داخل الخلايا وتتطلب أوساطاً مغذية عبارة عن خلايا حية.

## مكوناتها
تشترك معظم الأوساط المغذية في احتوائها على المواد التالية، والتي تساعد في نمو البكتيريا:
- الماء.
- أملاح مختلفة.
- مصدر كربون مثل الغلوكوز.
- مصدر للأحماض الأمينية والآزوت ( مثل: لحوم العجول وعصارات الخمائر).

تكون هذه الأوساط غير محددة على اعتبار أن الحمض الأميني يحوي مجموعة من المركبات بتراكيب غير معروفة كيميائياً. تصنّع هذه الأوساط للاستخدام العام في المختبرات على اعتبار قدرتها على تنمية معظم البكتيريا.

## استخداماتها
الغرض من استخدام الأوساط المغذية يتمحور بشكل أساسي حول:
- تنمية وحفظ النوع البكتيري.

- دراسة تأثير الكائنات الدقيقة على أحد المواد الغذائية الموجودة في الوسط.

- حث البكتيريا على إنتاج وتكوين بعض المواد.

- تصنيف البكتيريا ودراسة صفاتها الشكلية في الوسط المغذي.

## أنواعها
تقسم الأوساط المغذية حسب قوامها إلى: صلبة، أو سائلة، أو شبه سائلة؛ وحسب تركيبها إلى: أوساط طبيعية (غير محددة التركيب الكيميائي)، أو صناعية (محددة التركيب الكيمائي)، أو تدمج بين النوعين؛ أو حسب وظيفتها إلى:

### أوساط أساسية
و هي عبارة عن أوساط تحتوى على الحد الأدنى من عناصر النمو وغالباً بدون أحماض أمينية.
تتكون هذه الأوساط من:
- مصدر كربون لدعم نمو البكتريا مثل الغلوكوز أو السكونيت، و الذي يتعبر أقل غنىً بالطاقة من سابقه.
- أملاح متنوعة تكون مختلفة باختلاف نوع البكتريا وشروط النمو. و غالباً ما تكون مغنزيوم و آزوت و فسفور والكبريت. حيث تكون أساسية للبكتيريا لتركيب البروتين والأحماض النووية.
- ماء.

كما يوجد الوسط الأساسي المضاف إليه بعض المواد المغذية الانتقائية كحمض أميني أو سكر. حيث تسمح بنمو البكتيريا المعدلة وراثياً عونية التغذية.

### أوساط انتقائية (اختيارية)

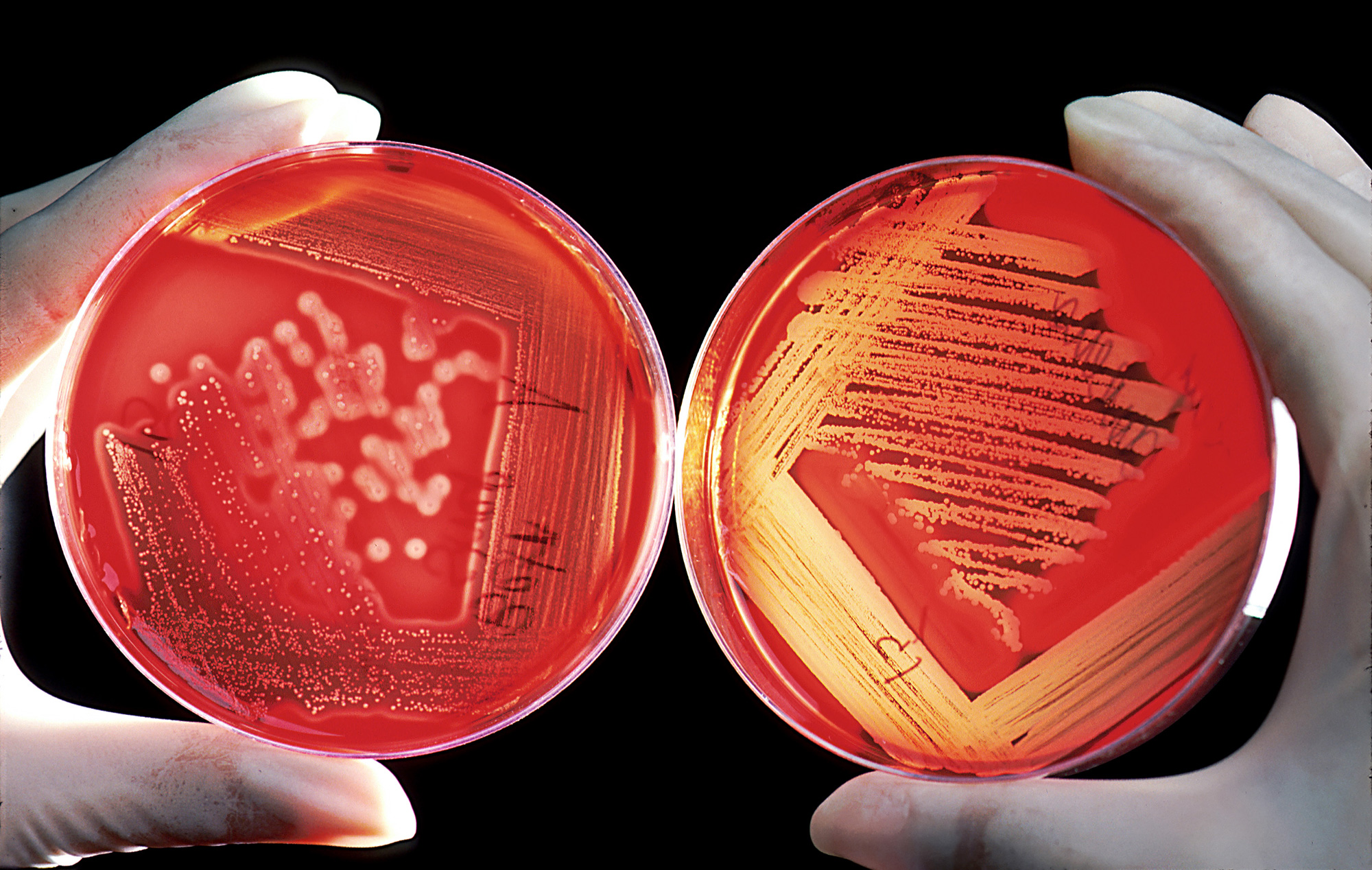
تُستخدم كريات دم حمراء الموجودة على طبق آجار لتشخيص العدوى. الطَبق الأيسر يُظهر عدوى موجبة بالمكورات العنقودية، أما الطبق الأيمن يُظهر عدوى موجبة بالبكتيريا العقدية مع وجود تأثير الهالة الذي يُظهر حالة الدم-بيتا للمجموعة أ. هذه العدوى قد تحصل للمرضى الخاضعين للعلاج الكيميائي.

تستخدم من أجل نمو متعضيات معينة. فعلى سبيل المثال إذا كانت المتعضية مقاومة لمضاد حيوي معين فيتم إضافة ذلك المضاد للمستنبت وبالتالي يمنع نمو المتعضية غير المقاومة بينما يسمح بنمو المقاومة.
كما تستخدم أيضاً في المزارع الخلوية وذلك لضمان استمرارية نمو أو تكاثر الخلايا الحاملة لمواصفات معينة ( كالمقاومة لمضاد حيوي معين أو القدرة على تصنيع مواد استقلابية معينة).
و بشكل شائع فإن المنابت الانتقائية المستخدمة لتنمية الخلايا التابعة لحقيقيات النوى تحتوي على النيومايسين لانتقاء الخلايا المعدلة جينياً بإدخال بلازميد حاوي على جين مقاوم لنيومايسين كمعلم جيني.
بعض الأمثلة على المنابت الانتقائية:
- أزرق الإيزومثلين أجار (EMB) الحاوي على أزرق المثلين القاتل للجراثيم إيجابية الغرام والذي يسمح فقط بنمو الجراثيم سلبية الغرام.
- منبت الخمائر والفطريات (YM) الذي يتميز بباهاء منخفض مما يثبط نمو الجراثيم.
- الأغار الدموي ويستخدم في فصح المكورات العقدية. يحوي هذا المستنبت على دم قلب العجول والتي تصبح شفافة عند وجود المكورات العقدية المحللة للدم.
- مستنبت أغار ماكونكي لفصح البكتريا سلبية الغرام.
- مستنبت هيكتون المعوي (HE) المستخدم في عزل البكتيريا سلبية الغرام.
- مستنبت أغار أملاح المانيتول (MSA) و هو انتقائي للجراثيم الإيجابية.
- مرق تيرفيك (TB) يستخدم مع الجليسيرول في تحضين العترات المعدلة وراثياً من الإيشريشيا كولي.
- مستنبت دارئ خلاصة الخميرة والفحم و الني يعتبر انتقائي لجراثيم معينة سلبية الغرام وبخاصة الفيلقية.

### أوساط تفريقية
تحضر بإضافة بعض العوامل والمواد الكيميائية التي تحدث تغييرات مورفولوجية معينة في نمو الأحياء الدقيقة؛ فيمكن بواسطتها التمييز بين الأنواع المختلفة

### أوساط مدعومة
تُحضر بإضافة مواد غذائية كالدم ونحوه؛ لدعم نمو مجموعة معينة من البكتيريا